# Chinstrap Island
Chinstrap Island ist eine Insel in der Gruppe der ostantarktischen Balleny-Inseln. Sie ist stark vergletschert, vulkanischen Ursprungs und liegt rund 250 km nordnordöstlich des an der Oates-Küste des Viktorialands befindlichen Kap Kinsey.
Die Benennung der Insel ist seit 2015 vom Advisory Committee on Antarctic Names anerkannt. Namensgeber ist vermutlich der Zügelpinguin (englisch Chinstrap penguin), dessen Bestand auf den Balleny-Inseln in den 1980er Jahren auf diese Insel beschränkt war.